# Salzburger Autorengruppe
Die Salzburger Autorengruppe (SAG), seit 2023 Salzburger Autor*innengruppe, ist eine österreichische Vereinigung von Literaten aus Stadt und Land Salzburg. Die 1981 gegründete Gruppierung hat die ideelle und materielle Förderung von Dichtern und Schriftstellern zum Ziel, die im Land Salzburg beheimatet sind oder ein Naheverhältnis zu ihm haben. Ihren Sitz hat die Salzburger Autorengruppe im dortigen Literaturhaus.

## Geschichte

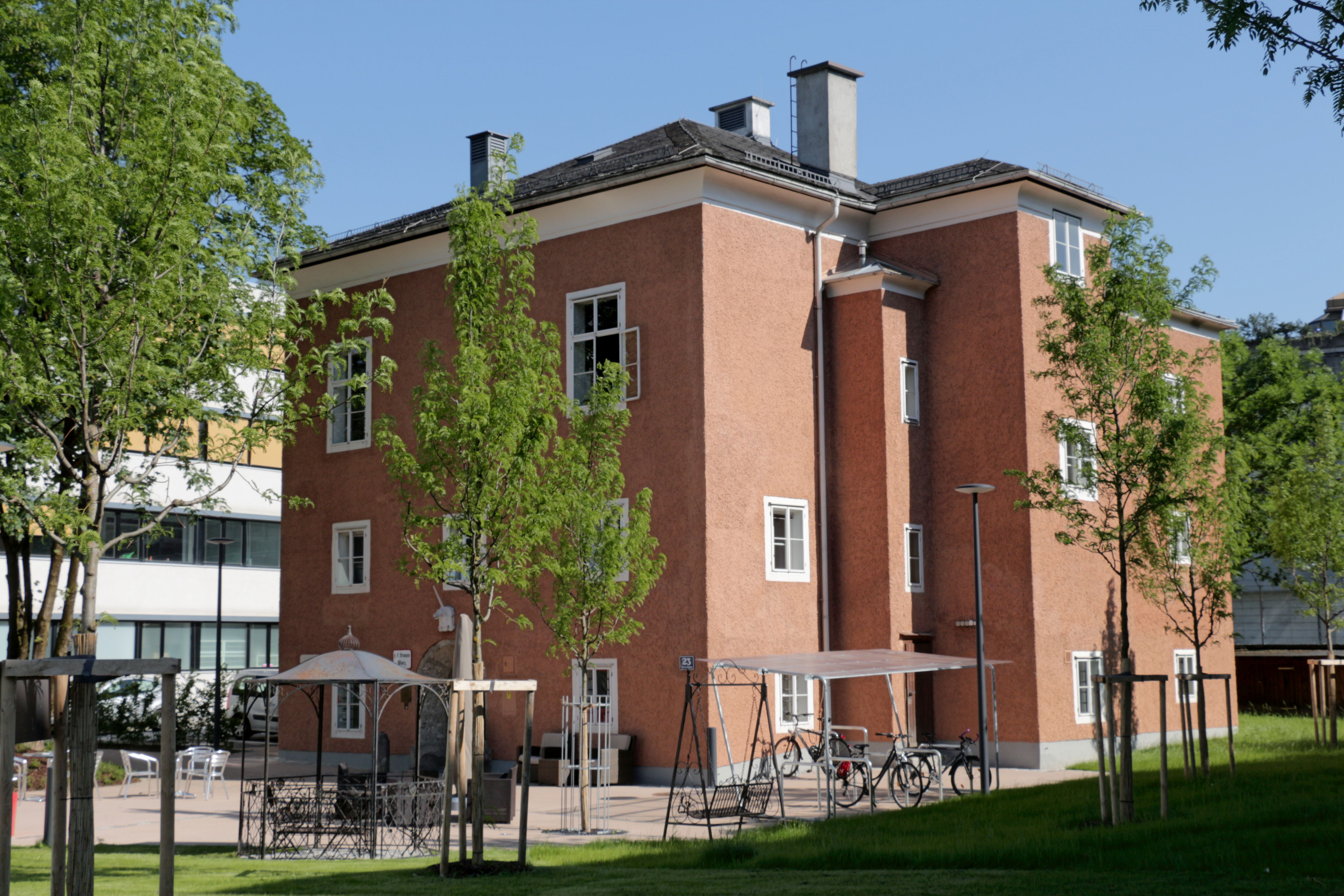
Literaturhaus Salzburg – Sitz der Salzburger Autorengruppe

Im Rahmen eines gesamtösterreichischen Schriftstellerkongresses im Jahr 1981 in Wien wurden dort unter anderem Maßnahmen zur Verbesserungen der Lage österreichischer Schriftsteller gefordert. Daraus war die Idee entstanden, in Salzburg eine regional arbeitende Gruppe mit entsprechenden kulturpolitischen Zielen zu schaffen. Noch im selben Jahr bildete sich eine solche Gruppierung in Form eines von der öffentlichen Hand subventionierten Vereins unter dem vorliegenden Namen. Seit Gründung des Salzburger Literaturhauses 1991 hat die SAG ihren Sitz in dieser Lokalität.
Als erster Obmann fungierte von 1981 bis 1982 der gebürtige Tiroler Autor Gerold Foidl. Nach dessen Tod übernahmen mehrere Personen diese Funktion, unter anderem Margot Koller und für weit über ein Jahrzehnt die Salzburger Schriftstellerin und Lyrikerin Christine Haidegger. Im Vorstand befand sich eine Zeitlang auch Ludwig Laher. Von 2007 bis Mai 2017 hatte die Obmannschaft der in Bergheim lebende Autor Peter Reutterer inne; seitdem fungiert der junge Salzburger Lyriker Christopher Schmall.

## Ziele und Tätigkeiten

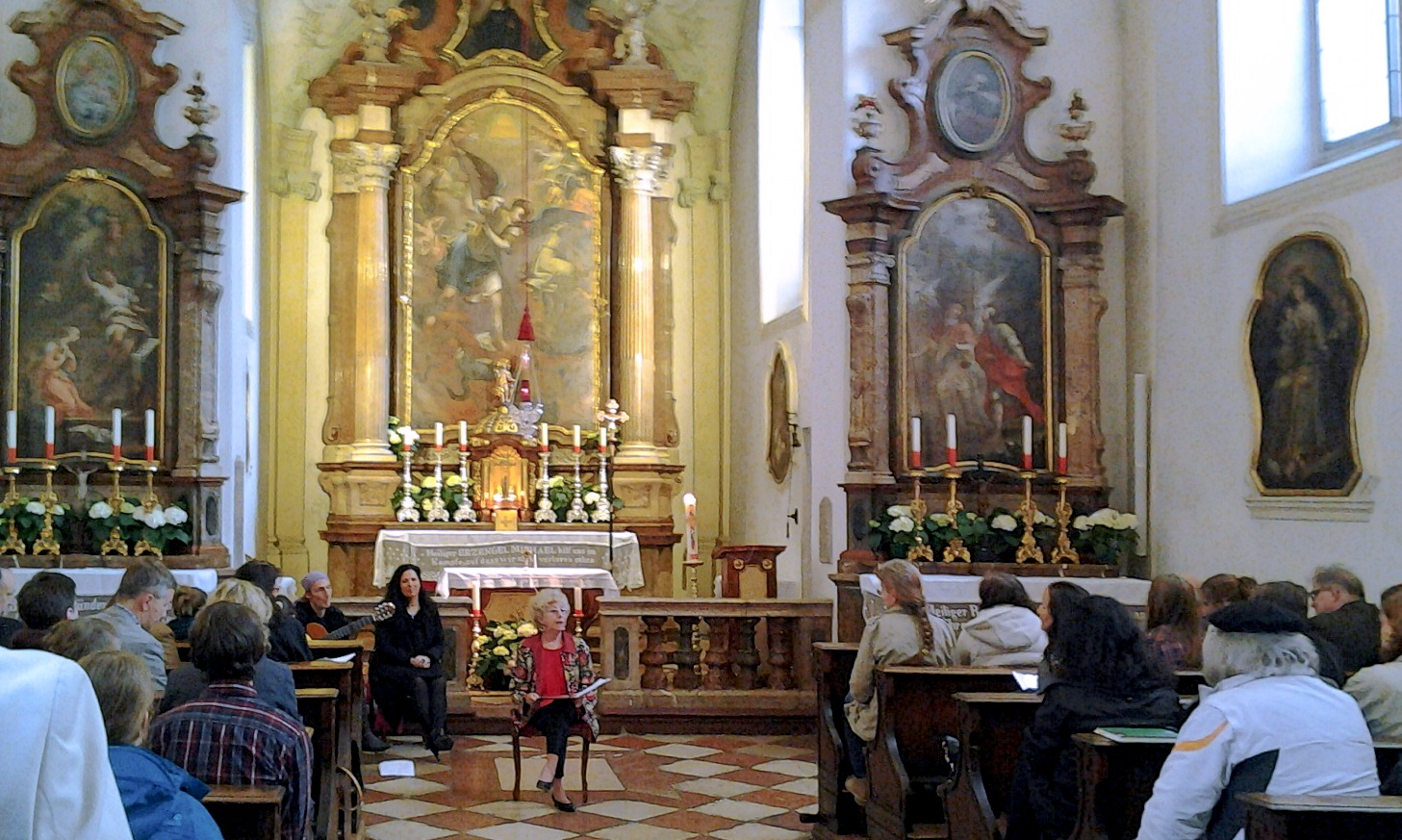
„Brennpunkt Salzburg“ – eine Veranstaltung der SAG in der Salzburger Michaelskirche anlässlich des 75. Jahrestages der Bücherverbrennung durch Nationalsozialisten auf dem Residenzplatz am 30. April 1938

Die Salzburger Autorengruppe war nach ihrer Gründung Anlauf- und Beratungsstelle für Literaten in jeglichen beruflichen Angelegenheiten. Auch war sie an der Gründung des Salzburger Literaturhauses im Jahr 1991 wesentlich beteiligt. Zu den Aufgaben zählen das Fortführen des Gedenkens an die einzige in Österreich erfolgte Bücherverbrennung am 30. April 1938 in der Stadt Salzburg durch die Nationalsozialisten sowie an die durch dieses Regime verfolgten Autoren, des Weiteren die Vermittlung von Literatur im öffentlichen Raum und die materielle Förderung ansässiger Autoren, heute besonders in Form der Organisation von öffentlichen Auftrittsmöglichkeiten und der Herausgabe von Anthologien. Zudem widmet sich der Verein der literarischen Förderung der Jugend, unter anderem in Form der seit über 20 Jahren durchgeführten Veranstaltungsreihe „Lese-Abenteuer“, die nunmehr in das Jugendprogramm des Literaturhauses integriert ist.

### Partnerschaften
Die Salzburger Autorengruppe ist Mitglied der bundesweit organisierten IG Autorinnen Autoren sowie des Dachverbands Salzburger Kulturstätten.

## Mitglieder

SAG-Mitglieder
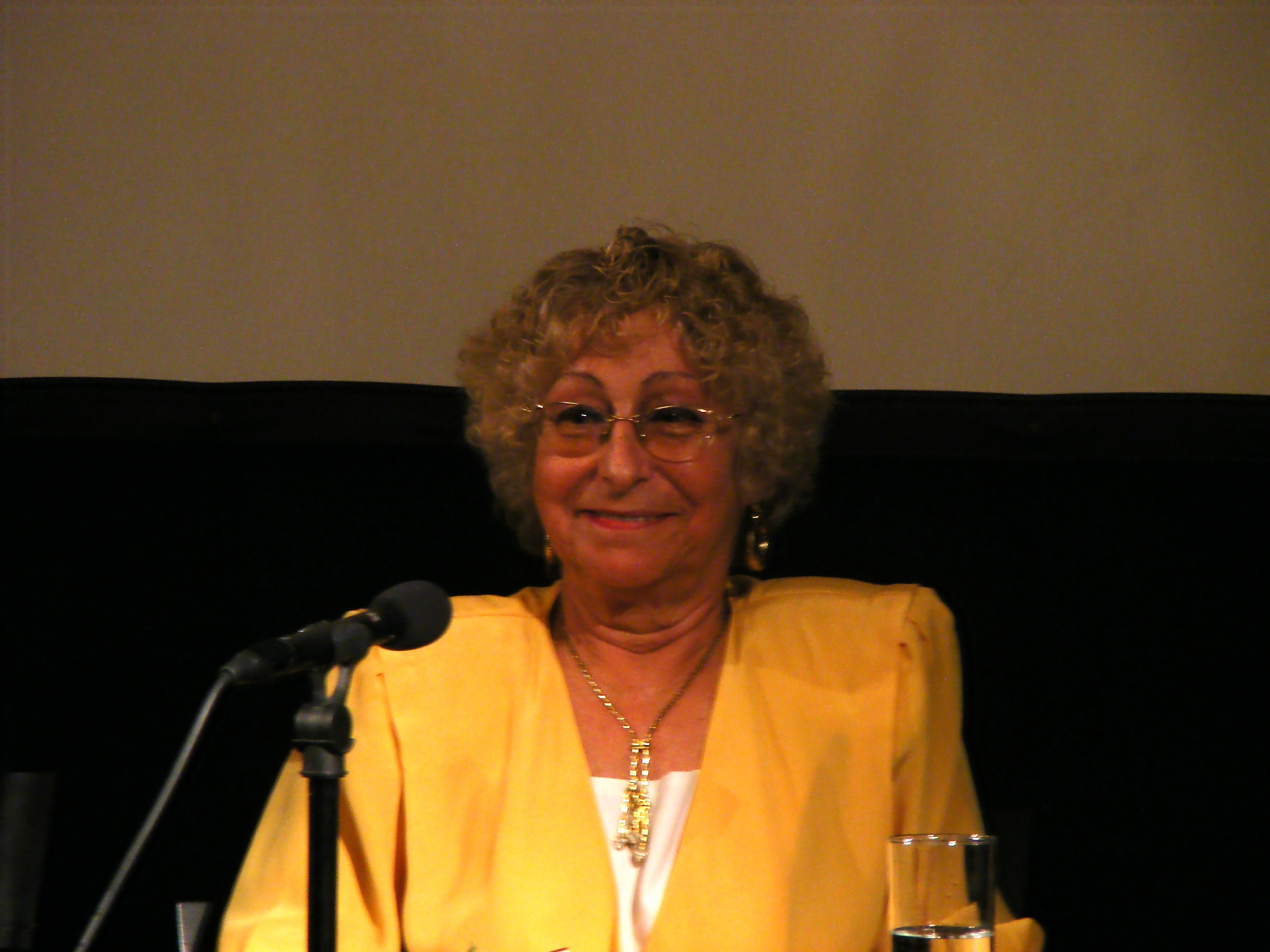
Christine Haidegger
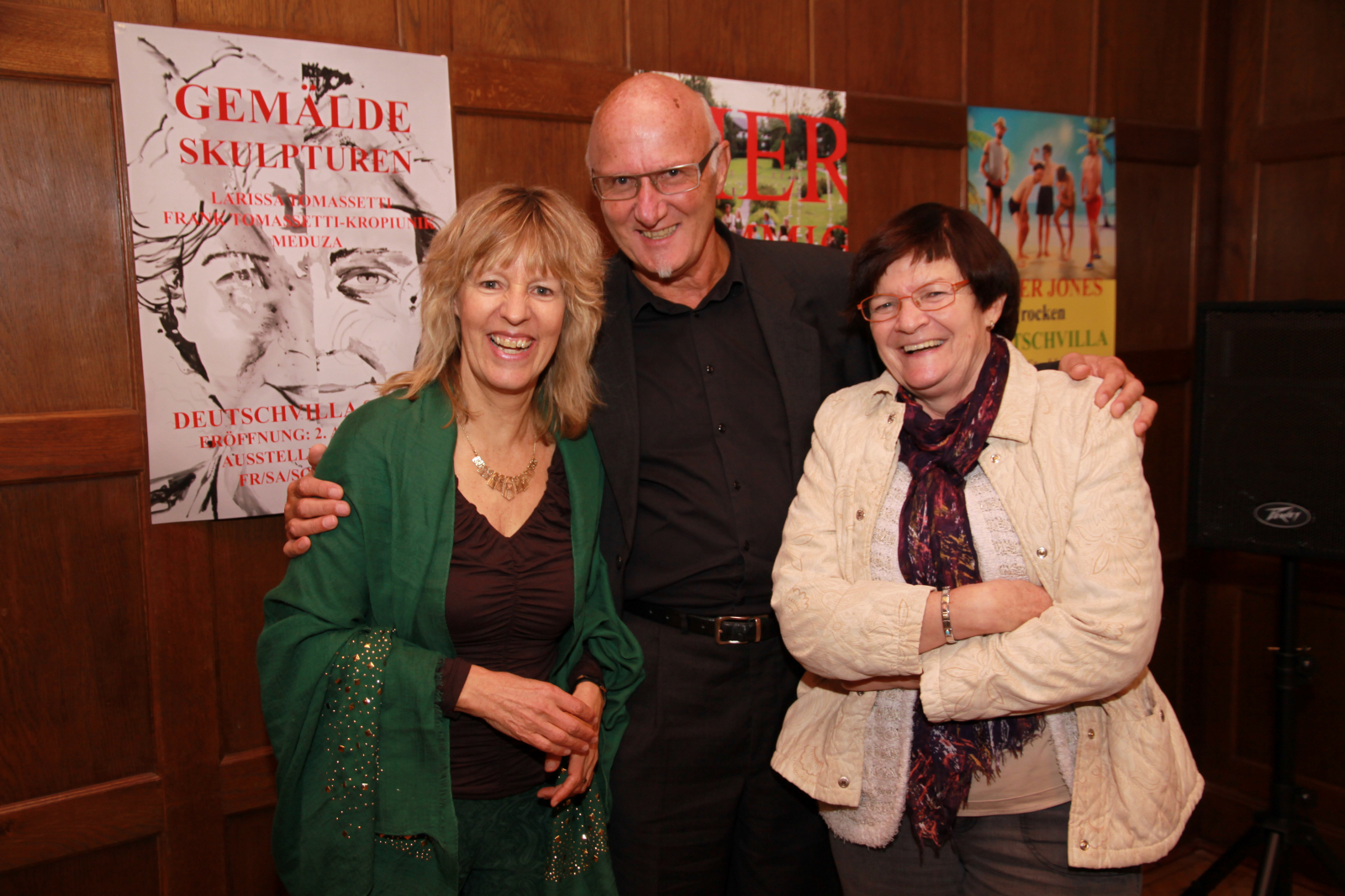
Eva Worliczek, Paul Jaeg, Eva Löchli
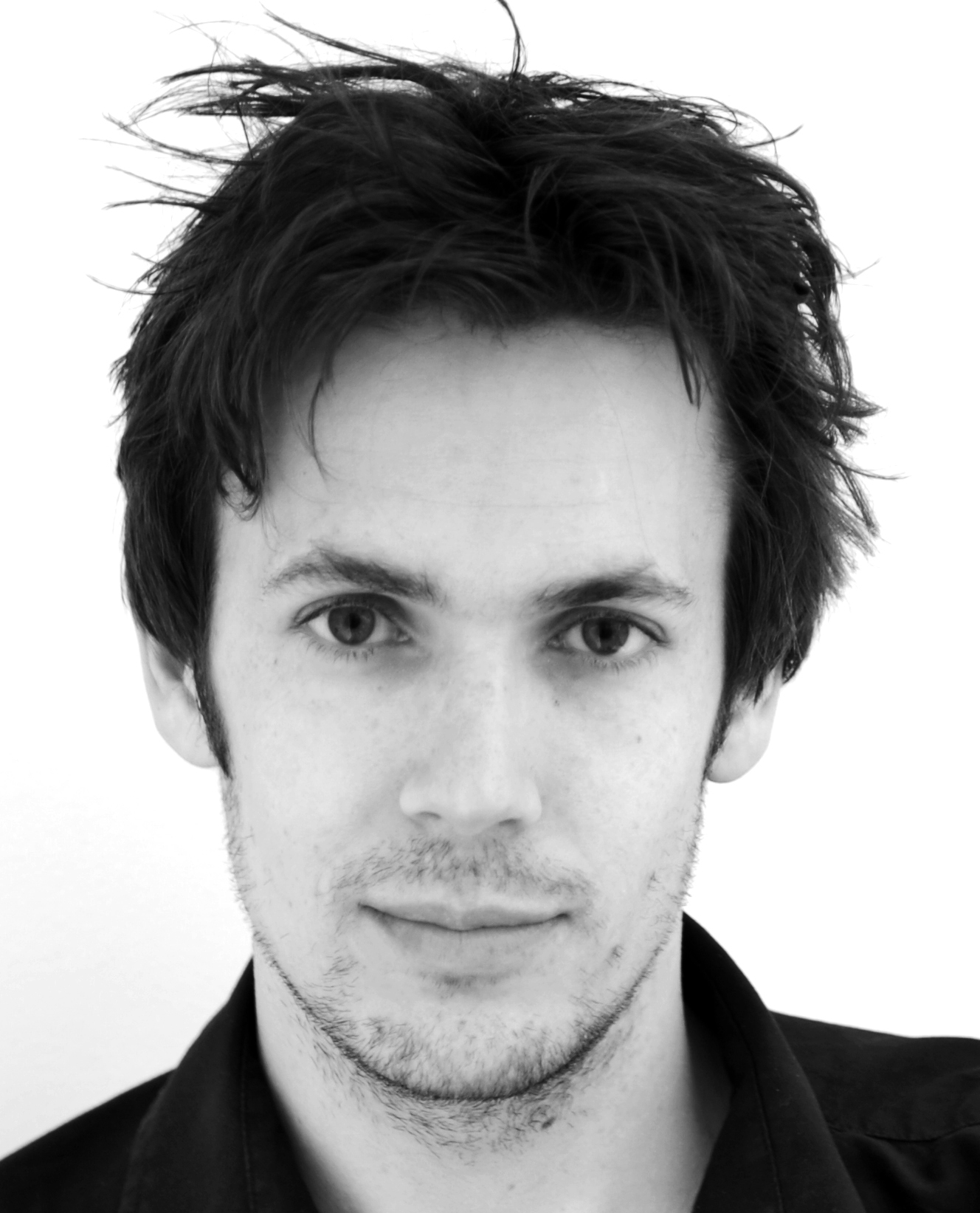
Robert Kleindienst
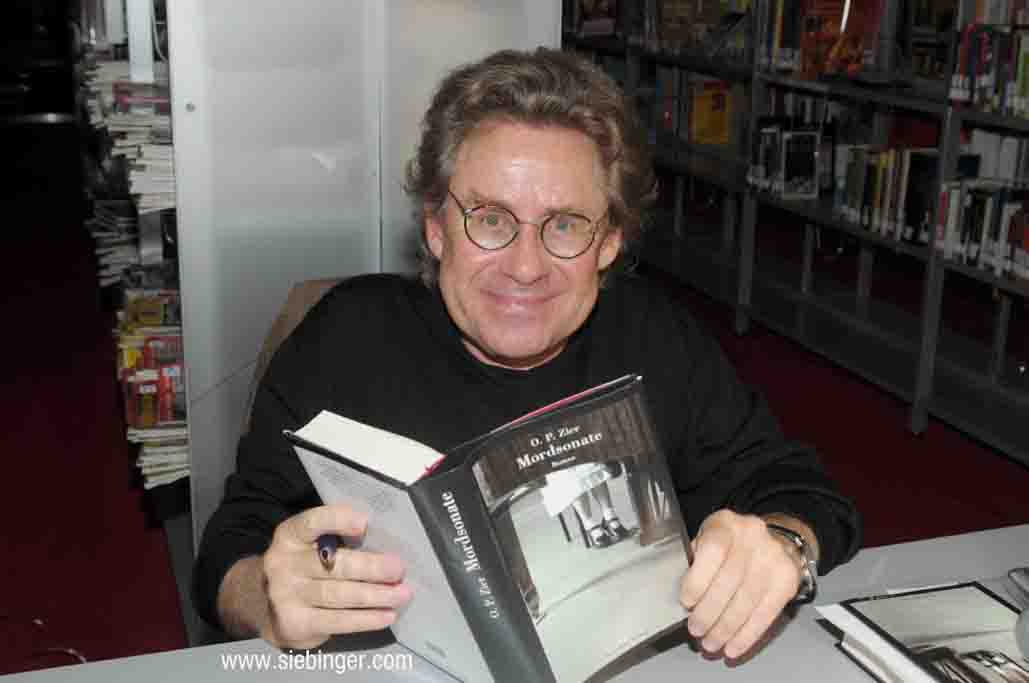
O. P. Zier

Mitglieder der Salzburger Autorengruppe sind unter anderen
- Wolfgang Danzmayr
- Elisabeth Escher
- Rudolf Habringer
- Paul Jaeg
- Wolfgang Kauer
- Robert Kleindienst
- Alexander Peer
- Fritz Popp
- Kathrin Röggla
- Brita Steinwendtner
- Claudia Storz
- O. P. Zier

Mitglieder bis zu deren Tod waren unter anderen
- Lieselotte Eltz-Hoffmann
- Christine Haidegger
- Dirk Ofner
- Christian Wallner
- Kurt Wölfflin